# Courbes
Courbes es una comuna francesa, situada en el departamento de Aisne, de la región de Alta Francia.

## Demografía
| 45 | 42 | 33 | 33 | 40 | 31 | 35 | 31 |
| Para los censos de 1962 a 1999 la población legal corresponde a la población sin duplicidades (Fuente: INSEE [Consultar]) |    |    |    |    |    |    |    |